# Conway (Dakota del Nord)
Conway è un centro abitato (city) degli Stati Uniti d'America, situato nella Contea di Walsh, nello Stato del Dakota del Nord. Nel censimento del 2000 la popolazione era di 23 abitanti. La città è stata fondata nel 1885.

## Geografia fisica
Secondo i rilevamenti dell'United States Census Bureau, la località di Conway si estende su una superficie di 0,60 km², tutti occupati da terre.

## Popolazione
Secondo il censimento del 2000, a Conway vivevano 23 persone, ed erano presenti 7 gruppi familiari. La densità di popolazione era di 40 ab./km². Nel territorio comunale si trovavano 11 unità edificate. Per quanto riguarda la composizione etnica degli abitanti, il 100% era bianco.
Per quanto riguarda la suddivisione della popolazione in fasce d'età, il 30,4% era al di sotto dei 18, lo 0% fra i 18 e i 24, il 26,1% fra i 25 e i 44, il 17,4% fra i 45 e i 64, mentre infine il 26,1% era al di sopra dei 65 anni di età. L'età media della popolazione era di 36 anni. Per ogni 100 donne residenti vivevano 53,3 maschi.